# Diego y Sebastián
Pour plus de détails, voir Fiche technique et Distribution.
Diego y Sebastián (titre original en espagnol : Otra película de amor) est un film chilien de 103 minutes, produit en 2011 et sorti le 6 juillet 2012, réalisé par Edwin Oyarce.

## Synopsis
Le jeune Sebastián retourne passer des vacances dans son village natal avec son père. Il y retrouve son ami d'enfance Diego qui est passionné de photographie. Ils deviennent inséparables. La jolie Gabriella se joint à eux et Diego commence à devenir jaloux. Éprouve-t-il plus que de la simple amitié pour Sebastián ?

## Fiche technique
- Titre : Diego y Sebastián
- Titre original : Otra película de amor
- Réalisation : Edwin Oyarce
- Scénario : Edwin Oyarce
- Photographie : Constanza García
- Montage : Edwin Oyarce
- Production : Constanza García et Edwin Oyarce
- Société de production : Terrorismo Audiovisual
- Pays :  Chili
- Genre : Drame et romance
- Durée : 108 minutes
- Dates de sortie : 
  -  Canada : mai 2011 (Toronto Inside Out Film Festival)
  -  Chili : 27 septembre 2012

## Distribution
- Benjamín Prati : Diego
- Aquiles Poblete : Sebastián
- Beba Koenig-Robert : Mamá
- Matilde Plaza : Lola
- Eyal Meyer : Adonis
- Gabriela Salazar : Natalia
- Mara Solís de Obando : Gabriela
- Paula Bravo : Raquel